# Staatsliga B
La Staatsliga B, nota anche come Liga-B, fu il secondo livello del campionato austriaco di calcio tra la stagione 1950-1951 e la stagione 1958-1959. Organizzata dalla Österreichische Fußball-Staatsliga, vedeva promosse in Staatsliga A le prime classificate e retrocedere nei campionati regionali le ultime.
Con la stagione 1959-1960 e l'introduzione della Regionalliga come nuovo secondo livello nazionale la Staatsliga B fu abolita e il massimo campionato tornò a chiamarsi semplicemente Staatsliga. Solo nel 1974 verrà reistituito un campionato cadetto a girone unico in Austria, la Nationalliga.

## Albo d'oro
- 1950-1951  Simmering
- 1951-1952  Mödling
- 1952-1953  Wiener SC
- 1953-1954  Kapfenberger
- 1954-1955  Sturm Graz
- 1955-1956  Wiener AC
- 1956-1957  ÖMV Olympia
- 1957-1958  LASK
- 1958-1959  Wr. Neustädter